# Joey Jones
Joey Jones, született Joseph Patrick Jones (Llandudno, 1955. március 4. – 2025. július 22.) válogatott walesi labdarúgó, hátvéd, edző.

## Pályafutása

### Klubcsapatban
1973 és 1975 között a Wrexham, 1975 és 1978 között az angol Liverpool labdarúgója volt. Kétszeres BEK-győztes (1976–77, 1977–78) és egyszeres UEFA-kupagyőztes (1975–76) volt a liverpooli csapattal. 1978 és 1982 között ismét a Wrexham, 1982 és 1985 között az angol Chelsea, 1985 és 1987 között a Huddersfield Town, 1987 és 1992 között a Wrexham játékosa volt.

### A válogatottban
1975 és 1986 között 72 alkalommal szerepelt a walesi válogatottban és egy gólt szerzett.

### Edzőként
2001-ben a Wrexham vezetőedzőjeként tevékenykedett.

## Sikerei, díjai
Wrexham
- Walesi kupa
  - győztes: 1975

 Liverpool FC
- Angol bajnokság (First Division)
  - bajnok: 1976–77
- Angol kupa (FA Cup)
  - döntős: 1977
- Bajnokcsapatok Európa-kupája (BEK)
  - győztes (2): 1976–77, 1977–78
- UEFA-kupa
  - győztes: 1975–76
- UEFA-szuperkupa
  - győztes: 1977

 Chelsea
- Angol bajnokság – másodosztály (Second Division)
  - bajnok: 1983–84
- az év játékosa: 1982–83